# DS N°8
La DS N°8 (scritto anche DS N 8 o DS N8) è un'autovettura costruita dalla casa automobilistica francese DS Automobiles a partire da inizio aprile 2025. Viene prodotta nello stabilimento Stellantis di Melfi (PZ)

## Descrizione
La vettura è stata anticipata dalla concept car DS Aero Sport Lounge presentata all'inizio del 2020. Il modello è una combinazione tra un SUV, station wagon e berlina. La versione di serie per la produzione è stata presentata nel dicembre 2024. 
Il veicolo è basato sulla piattaforma STLA Medium di Stellantis, evoluzione del pianale EMP2, ed è inizialmente offerta solo con motorizzazione elettrica in tre differenti livelli di potenza: 169 kW (227 hp), 180 kW (240 hp) o 257 kW (345 hp). Quest'ultima è realizzata tramite un secondo motore elettrico posto sull'asse posteriore. I motori sono abbinati a una batteria da 74 o 97,2 kWh. Secondo il ciclo di omologazione WLTP, l'autonomia arriva a 549 km per la versione base, a 749 km per la versione con batteria più capiente con trazione anteriore e a 664 km per la versione a trazione integrale. L'accelerazione da 0 a 100 km/h è rispettivamente di 7,7, 7,8 e 5,4 secondi. La velocità massima è autolimitata elettronicamente di 190 km/h. La potenza di carica con corrente alternata è di 11 o di 22 kW, mentre con corrente continua arriva fino a 160 kW. La DS N°8 è la prima DS costruita in Italia presso lo stabilimento Stellantis di Melfi (PZ) ed è anche la prima DS 100% elettrica. 
La DS N°8 è disponibile in due allestimenti, denominati Pallas ed Étoile.